# Felipe Carrillo Puerto
Felipe Carrillo Puerto és un municipi de l'estat de Quintana Roo. Chan Santa Cruz és el cap de municipi i principal centre de població d'aquesta municipalitat. Aquest municipi es troba a la part sud de l'estat de Quintana Roo. Limita al nord amb els municipis de Tulum, al sud amb Bacalar, a l'oest amb José María Morelos i a l'est amb el Carib.